# L'Argentera
L'Argentera és un municipi de la comarca del Baix Camp.

## Geografia
- Llista de topònims de l'Argentera (Orografia: muntanyes, serres, collades, indrets..; hidrografia: rius, fonts...; edificis: cases, masies, esglésies, etc).

Limita amb els termes municipals de Duesaigües, Riudecanyes, Vilanova d'Escornalbou, Colldejou, La Torre de Fontaubella i Pradell de la Teixeta.
Lloc d'estiueig de gent de Reus i altres llocs, se situa a sota mateix del puig d'Escornalbou on està situat el Castell d'Escornalbou.
El seu terme és molt reduït (9,83 km²) i es troba al vessant oriental de la Serra de l'Argentera. El creuen els Barrancs de la Serra i el de les Valls, que en confluir formen el Barranc de l'Argentera, que va a parar, per la dreta, a la Riera de Riudecanyes. Probablement aquesta riera és l'anomenat antigament Torrent de l'Argentera, esmentat el 1164. L'antic terme de La Trilla es creu que era un magatzem i lloc de treball metal·lúrgic (Trilla o Tries), pertanyia a l'arquebisbat i probablement és un mas donat a un Pere i la seva dona Joana el 1195, i que s'esmenta com a masia amb forn el 1296, propietat de Ramon Jujol; el 1412 Pere de Sagarriga va donar el mas a Pere Ferrer i Monter, de Pradell de la Teixeta; el 1586 era part de la Comuna del Camp; apareix esmentat fins al 1845, només amb un veí; el mas encara existeix. L'antic llogaret de Vilamanya, al llindar del terme amb el de Duesaigües i Riudecanyes, va quedar integrat en el terme de Duesaigües.
El terreny és principalment de garriga, i el 22% és de conreu, principalment avellaner, olivera i vinya.
És molt coneguda la Font del Ferro, que es troba al poble.

## Història
Es creu que va ser fundat pels romans, que hi van explotar la galena. Abandonat més tard, fou part de les terres donades vers el 1162 a Albert de Castellvell, senyor de Siurana (des del 1153), el qual les va infeudar al monestir de Sant Vicenç de Pedrabona, al Garraf. El 1180 un terç de les terres de Sant Marcel i la Vall de Porrera, que incloïen les terres de l'Argentera, va ser donat pel rei a Pere de Deu, i llavors se l'anomena "Illas Argentera", confirmant a més la cessió d'Albert de Castellvell al monestir de Sant Vicenç. Aquesta dualitat de cessions va provocar diferències resoltes el 1203: el monestir en va restar propietari (i més tard va cedir el terme a la Cartoixa d'Escaladei) i Pere de Deu en va fer renúncia. El poble existia ja el 1178, i s'havia construït una església romànica que amb el temps va quedar al mig del poble i fou abandonada, quedant rodejada pel cementiri. Fou redescoberta el 1918 per Eduard Toda i Güell, que la va comprar per a utilitzar els materials per a la restauració del castell d'Escornalbou. Al segle xiii va quedar integrat dins la baronia d'Escornalbou. El 1339 va passar a formar part de la Comuna del Camp.

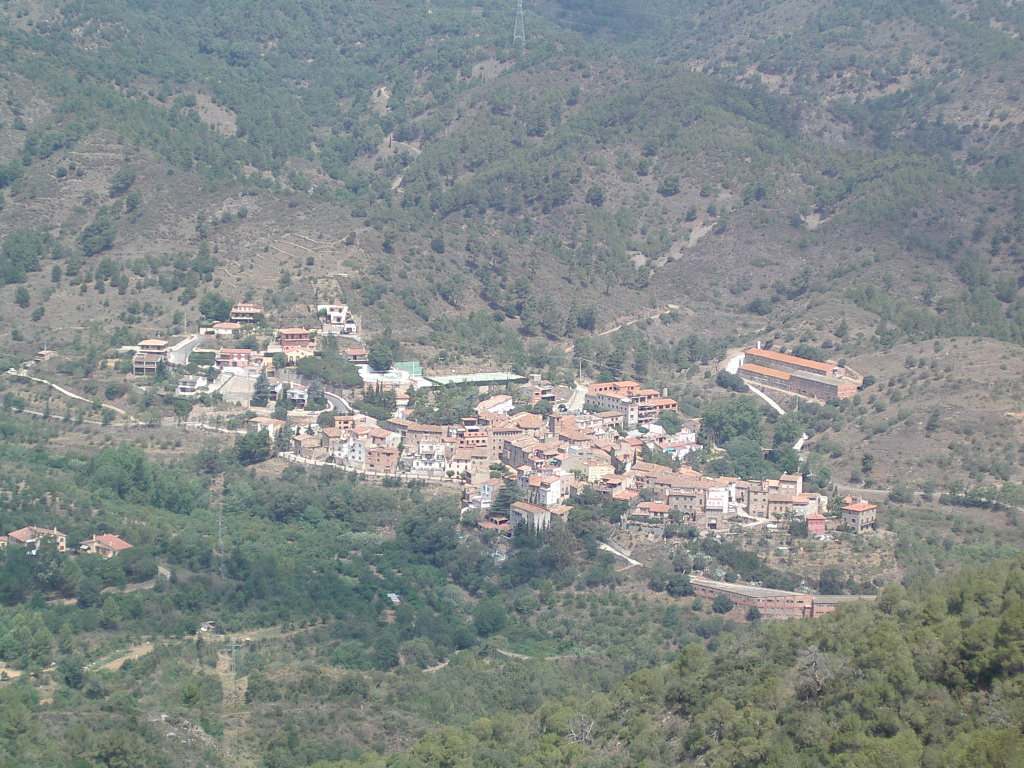
L'Argentera vista des del Castell d'Escornalbou

El 1348 l'arquebisbe de Tarragona Sanç López de Ayerbe, baró d'Escornalbou, va contractar l'explotació de plom i argent al Puig Rodó, i durant uns 50 anys les mines van estar en explotació. En aquesta època les esglésies de Duesaigües i Les Valls eren sufragànies de l'Argentera.
A finals del segle xviii va arribar als 219 habitants i es va construir vers el 1750 l'església de Sant Bartomeu, abandonant-se l'anterior, que fou finançada amb el quinzè de les collites de la gent de l'Argentera, Vilamanya i La Trilla. La primera pedra es va posar el 1751 i fou inaugurada el 1753. El junt de 1838, bona part dels objectes de culte retirats d'Escornalbou van ser depositats a l'església de Sant Bartomeu.
Al segle xix la població va baixar inicialment, però es va recuperar després i va arribar a més de 300 habitants el 1857. Després va patir una baixada (260 habitants el 1877), i es va recuperar altre cop fins als 476 habitants de 1887; després d'això la població va anar a la baixa. En aquest segle es va construir un túnel de ferrocarril, anomenat La Torreta, de més de 4 quilòmetres. El seu constructor, l'enginyer Eduard Maristany i Gibert (Barcelona 1855-1941) va rebre del rei Alfons XIII el títol de Marquès de l'Argentera el 1918. El reusenc Eduard Toda va beneficiar el poble amb restauracions i construccions com la de Casa Cabrer, el Nou cementiri, la casa del comú, les escoles i altres, i va enjardinar carrers; el 1950 se li va aixecar un monument amb un bust de l'escultor també reusenc Modest Gené Roig. El 1965 es va fundar la Cooperativa Agrícola.

## Demografia
| 1497 f | 1515 f | 1553 f | 1717 | 1787 | 1857 | 1877 | 1887 | 1900 | 1910 |
| ------ | ------ | ------ | ---- | ---- | ---- | ---- | ---- | ---- | ---- |
| 11     | 16     | 20     | 90   | 227  | 303  | 260  | 476  | 242  | 240  |

| 1920 | 1930 | 1940 | 1950 | 1960 | 1970 | 1981 | 1990 | 1992 | 1994 |
| ---- | ---- | ---- | ---- | ---- | ---- | ---- | ---- | ---- | ---- |
| 247  | 242  | 221  | 209  | 167  | 162  | 158  | 143  | 128  | 128  |

| 1996 | 1998 | 2000 | 2002 | 2004 | 2006 | 2008 | 2010 | 2012 | 2014 |
| ---- | ---- | ---- | ---- | ---- | ---- | ---- | ---- | ---- | ---- |
| 149  | 139  | 148  | 151  | 159  | 155  | 143  | 135  | 153  | 146  |

| 2016 | 2018 | 2020 | 2022 | 2024 | 2026 | 2028 | 2030 | 2032 | 2034 |
| ---- | ---- | ---- | ---- | ---- | ---- | ---- | ---- | ---- | ---- |
| 136  | 129  | 117  | 126  | 129  | -    | -    | -    | -    | -    |

## Política

### Llista d'alcaldes i alcaldesses des de la restauració borbònica del 1978
| Període     | Alcalde o alcaldessa    | Partit polític   | Data de possessió | Observacions |
| ----------- | ----------------------- | ---------------- | ----------------- | ------------ |
| 1979–1983   | Ernest Crusat Solé      | Independent      | 19/04/1979        | --           |
| 1983–1987   | Ernest Crusat Solé      | Logotip del PSC  | 28/05/1983        | --           |
| 1987–1991   | Lluís Castellví i Valls | Logotip de Ciu   | 30/06/1987        | --           |
| 1991–1995   | Lluís Castellví i Valls | Logotip de Ciu   | 15/06/1991        | --           |
| 1995–1999   | Lluís Castellví i Valls | Logotip de Ciu   | 17/06/1995        | --           |
| 1999–2003   | Lluís Castellví i Valls | Logotip de Ciu   | 03/07/1999        | --           |
| 2003–2007   | Lluís Castellví i Valls | Logotip de CiU   | 14/06/2003        | --           |
| 2007–2011   | Lluís Castellví i Valls | Logotip de CiU   | 16/06/2007        | --           |
| 2011–2015   | Lluís Castellví i Valls | Logotip de CiU   | 11/06/2011        | --           |
| 2015–2019   | Lluís Castellví i Valls | Logotip de CiU   | 13/06/2015        | --           |
| 2019-2023   | Lluís Castellví i Valls | Logotip de Junts | 15/06/2019        | --           |
| Des de 2023 | Mònica Crusat i Crusat  | Independent      | 17/06/2023        | --           |

### Històric de resultats electorals municipals
Nombre de regidors per partit
| Junts                                                                   | -  | - | - | - | - | - | - | - | - | - | 5 | 0  |
| PSC                                                                     | -  | 3 | - | - | - | 0 | 0 | 0 | 1 | 2 | - | -  |
| PP                                                                      | -  | - | - | - | - | 0 | 0 | - | - | - | - | 1  |
| ERC                                                                     | -  | - | - | - | 0 | 0 | - | - | - | - | - | -  |
| CUP                                                                     | -  | - | - | - | - | - | - | - | - | 1 | - | -  |
| CiU                                                                     | -  | 2 | 5 | 5 | 5 | 5 | 5 | 5 | 4 | 2 | - | -  |
| Altres                                                                  | 5a | - | - | - | - | - | - | - | - | - | - | 4b |
| Total                                                                   | 5  | 5 | 5 | 5 | 5 | 5 | 5 | 5 | 5 | 5 | 5 | 5  |
| a Independientes de Argentera; b Agrupació Gent de l'Argentera (AGL'A); |    |   |   |   |   |   |   |   |   |   |   |    |

## Argenterencs il·lustres
- Maria Teresa Cabré i Castellví, filòloga, terminòloga i presidenta de l'Institut d'Estudis Catalans (2021-)